# Oxchuc
 (décembre 2023).
Si vous disposez d'ouvrages ou d'articles de référence ou si vous connaissez des sites web de qualité traitant du thème abordé ici, merci de compléter l'article en donnant les références utiles à sa vérifiabilité et en les liant à la section « Notes et références ».
Oxchuc est une commune située à 48 km de San Cristóbal de las Casas, sur la route allant à Palenque, dans l'état du Chiapas. L'ethnie Tzeltal est prédominante. Son nom, en langue tzeltal, signifie « trois nœuds ».

## Géographie
Malgré sa proximité avec San Cristóbal de las Casas, la commune appartient à Ocosingo format ainsi parti de la région des hauteurs du Chiapas. La superficie de la commune est de 72 km2. Elle est limitée au nord par Ocosingo et San Juan Cancuc, à l'est par Altamirano et Ocosingo, au sud par Chanal et Huixtán et à l'ouest par Tenejapa et Huixtán.

## Climat
Le climat est tempéré humide, avec d'abondante pluies en été.

## Histoire
- 1528 : arrivée des espagnols à Oxchuc[2].
- 1774 : Santo domingo Oxchuc fait partie de Ciudad real (San cristobal de las casas)
- 1900 : Au recensement de population, elle apparaît comme commune. Ocosingo.
- 1936 : Elle deveient une commune libre, faisant partie de la région des hauteurs du Chiapas.
- 1968 : La construction  d'une route reliant la ville à San Cristóbal de las Casas et Ocosingo.
- 1994 : Lors du soulèvement zapatiste, Oxchuc est une des municipalités prises.

## Tourisme
La cascade "del corralito" est proche de la ville, en direction d'Ocosingo. Oxchuc est connue pour ses tissages indigènes. 